# الرابطة الإسلامية للمعلمين في إيران
الجمعية الإسلامية لمعلمي إيران (بالفارسية: انجمن اسلامی معلمان ایران) هي منظمة سياسية / نقابة عمالية إصلاحية للمعلمين في إيران. معظم أعضاء الجمعية موظفون بوزارة التربية والتعليم.

## أعضاء
وبحسب موقعها الرسمي على الإنترنت، فإن النقابة تأسست على يد محمد علي رجائي ومحمد بهشتي ومحمد جواد باهنار قبل الثورة.
النواب السابقون جوهر الشريعة دستغيب، عتيغي صديقي، مرتضى كاتيري، عباس دوزدزاني هم أعضاء في الجمعية. وزير التربية والتعليم السابق حسين مظفار هو أيضا عضوا.

### أصحاب المناصب الحاليين
البرلمان
- داود محمدي (طهران، ري، شميرانات وإسلام شهر)

مجلس المدينة
- حسن خليل أبادي (طهران)
- رمضان علي فيزي (مشهد)